# Acontia unocula
Acontia unocula är en fjärilsart som beskrevs av Freyer 1852. Acontia unocula ingår i släktet Acontia och familjen nattflyn. Inga underarter finns listade i Catalogue of Life.